# Bemba (istenség)
Bemba (más néven Ngala vagy Pemba) a Maliban élő bambarák hagyományos vallásának teremtő istene. A Bemba név egy olyan istenséget jelöl, akit négy különböző lényből (Pemba, Nyale, Faro és Ndomadyiri) álló entitásként írnak le, néha a négy másik istenség egyik tagjára, Pembára is ezzel a megnevezéssel utalnak. Bár Bembát gyakran férfiként emlegetik, a négy istenszerű lény egyesülése ezen a néven egy hermafrodita entitás, a férfias oldalát Pemba és Ndomadyiri, míg a női tulajdonságait Nyale és Faro képviseli.
Bemba központi szerepet játszik a bambara vallásban, bár megoszlanak a vélemények arról, hogy főistennek tekintik-e, vagy az álláspontjának újabb értelmezései az iszlám hatásokra vezethetők vissza. A mande vallás kozmológiájában Pemba és Faro is szerepel, bár szerepük eltér a bambara vallásban való ábrázolásuktól.

## Bemutatás
A négy isten egységeként Bemba egy olyan istenségként van ábrázolva, aki nagy szerepet játszik a világegyetem és minden benne lévő dolog megteremtésében. Bár Bemba központi szerepet játszik a bamara hagyományokban, közvetlenül nem imádják, mivel azt mondják, hogy a világegyetem megteremtése után visszavonult az égbe. Sok afrikai teremtő istenhez hasonlóan Bemba is mindenütt jelen van, de nem létezik a fizikai világban. Mivel a főistennek nincs fizikai megjelenési formája, ezért a bamara istentiszteleti gyakorlatok a kisebb isteneknek vagy szellemeknek (pl. Nya, Nyawrole, Nama, Komo) történő felajánlásokra és imákra összpontosítanak. A mezőgazdaságnak a bambara hagyományokban betöltött jelentősége miatt Bembát gyakran a gabonafélékkel is kapcsolatba hozzák.
Bemba lénye négy különálló egységből áll, mindegyik rész más-más szerepet játszik a bambara teremtésmítoszban, és az istenség különböző aspektusait mutatja be:

### Pemba
Pemba az ég és a levegő istene. A teremtésmítoszban nagy szerepet játszik ikertestvérével, Nyale-val, akit néha feleségeként is ábrázolnak. Egyes beszámolókban Pembát egy gabonaszemként is ábrázolták, amely a földre hullott, és almagyűrűs akáccá változott.

### Nyale
Nyale, más néven Musukoroni vagy Mouso Koroni Koundyé, a tűz istennőjeként van feltüntetve, míg Musukoroni néven a teremtésmítoszok több változatában a káosz istennőjeként ismert. Bizonyos mítoszokban Musukoroni akkor született, amikor Pemba fává változott, penészből és nyálból. Miután minden élőlényt megteremtett a földön, Musukoroni eltűnt, és Nyale lett belőle. Nyale néven, termékenységistennőnek tekintik, bár szerepét később Faro váltja fel. Nyale-t az első varázslónak mondják, ugyanakkor továbbra is káoszistennőnek tekintik, ami miatt a rosszindulatú energiával hozták kapcsolatba.

### Faro
A mítoszokban Farót néha női vagy férfi istenségként ábrázolják, aki a víz feletti uralommal van kapcsolatban. Míg a szárazföld teremtését Musukoroni és Pemba irányítja; Faro a következő fázisért felelős, amely a földet hivatott megszilárdítani. Így Faro a teremtés jóindulatú aspektusaival társult, amelyeket korábban Musukoroni testesített meg, mint például a termékenység. Farót gyakran társítják az egyensúlyhoz és az örök élethez is.

### Ndomadyiri
Ndomadyiri egy férfi isten, aki a földhöz kötődik. Ő azután jelenik meg, hogy Faro sikeresen stabilizálta és megszervezte a földi életet, gyakran kovácsként és gyógyítóként ábrázolják. Faróhoz hasonlóan Ndomadyiri is arra hivatott, hogy gondoskodjon az emberek biztonságáról, bár az ő esetében ezt vallási szertartások tanításával teszi.

## Szerep a mítoszokban

### A világmindenség teremtése
Azt mondják, hogy Bemba teremtette az első ikerpárt, Musukoronit és Pembát, akik kezdetben az égben éltek. Úgy döntöttek, hogy elhagyják a felső világot, amikor Bemba nem árulta el nekik, hogy teremtményei közül melyiket kedveli jobban. Amikor leszálltak a földre, elvágták az eget és a földet összekötő kötelet, ami helyrehozhatatlanul megszakította a kapcsolatot a két világ között. Ezután Musukoroni közösült önmagával és mindennel, ami a világegyetemben létezett, beleértve a Napot és ikertestvérét, Pembát is. Ez az első emberek és állatok megteremtéséhez vezetett.
Amikor Bemba ezt megtudta, feldühödött, és hogy megleckéztesse az első ikerpárt, egy újabb ikerpárt teremtett: Farót, aki nőnemű, és Konit, aki hímnemű. Musukoroni irigykedett Faróra, ezért zűrzavart okozott azzal, hogy az embereket ellene fordította, és elpusztította azokat, akikkel már közösült. Tettei büntetéseként Bemba áradást küldött, hogy megtisztítsa a földet. Musukoroni meghalt ebben a katasztrófában, ezért Faro lett az, akit Bemba megbízott, hogy segítsen a túlélő embereknek és állatoknak újra benépesíteni a földet.

## Fordítás
Ez a szócikk részben vagy egészben  a   Bemba (deity) című angol Wikipédia-szócikk ezen változatának fordításán alapul.  Az eredeti cikk szerkesztőit annak laptörténete sorolja fel. Ez a jelzés csupán a megfogalmazás eredetét és a szerzői jogokat jelzi, nem szolgál a cikkben szereplő információk forrásmegjelöléseként.